# Jaap Mol
Jacob (Jaap) Mol (Koog aan de Zaan, 3 februari 1912 – Amsterdam, 9 december 1972) was een Nederlands voetballer.

## Clubvoetbal
Mol kwam als aanvaller uit voor KFC waar hij in 1928 in het eerste elftal debuteerde. In 1930 werd hij met KFC kampioen van de tweede klasse waarna promotie volgde naar de eerste klasse. In 1934 werd KFC kampioen van de eerste klasse west II. In de daaropvolgende  kampioenscompetitie werd KFC op een haar na landskampioen. Jaap Mol maakte dat seizoen 30 doelpunten. In de zomer van 1936 vroeg hij overschrijving aan naar DWS. Hier speelde hij slechts een seizoen. In 1937/38 was hij nog wel lid van DWS maar kwam niet meer voor deze vereniging uit. Mol speelde dat jaar in Katholiek verband bij RKAV. In 1938 maakte hij de overstap naar tweedeklasser ZFC. In de Katholieke pers werden vraagtekens gesteld bij de overgang van Mol. Zo werd hij "de voetbal-avonturier" genoemd en was hij zijn "sportieve" zwerftochten blijkbaar nog niet moe. Op 16 oktober 1938 maakte hij zijn debuut voor ZFC in de vierde wedstrijd van het seizoen uit tegen FC Hilversum.

### Schorsing
In 1941 werd hij aan de vooravond van de promotiecompetitie voor een plek in de eerste klasse door het bestuur van ZFC geschorst wegens handelen in strijd met de amateurbepalingen. Mol zou een brief aan het bestuur van ZFC hebben geschreven waarin hij een garantie van fl 250,- eiste voor het geval hem iets mocht overkomen in de komende wedstrijd tegen zijn oude vereniging KFC. De eerste wedstrijd tegen KFC na zijn overgang naar DWS was op 18 oktober 1936 uitgelopen op een schoppartij waarbij Mol gekneusd van het veld stapte. Het bestuur van ZFC verwees naar de verzekering die voor iedere eerste elftalspeler gold. Mol bleef aandringen en weigerde anders uit te komen waarop het ZFC bestuur hem schorste en de brief in handen stelde van de voetbalbond. De KNVB schorste Mol vervolgens na onderzoek voor vijf jaar, tot en met 4 augustus 1946, hetgeen effectief een einde aan zijn voetbalcarrière maakte.

## Vertegenwoordigend voetbal
Hij speelde tussen 1931 en 1934 vijf wedstrijden voor het Nederlands voetbalelftal waarbij hij één doelpunt maakte. Die goal scoorde hij in 1931 toen Oranje in een uitwedstrijd Frankrijk versloeg. Binnen twéé minuten scoorde Nederland toen drie goals. Hij maakte deel uit van de selectie voor het wereldkampioenschap voetbal 1934.